# Диего Лаксалт
Дие́го Себастиа́н Лакса́лт Суа́рес (на испански: Diego Sebastián Laxalt Suárez) е уругвайски футболист, полузащитник, който играе за Динамо Москва.

## Кариера

### Дефенсор Спортинг
Лаксалт прави своя дебют за Дефенсор Спортинг на 1 септември 2012 г. при победата с 4:0 срещу Монтевидео Уондърърс. На 24 февруари 2013 г., след отличното представяне в южноамериканския шампионат по футбол до 20-годишна възраст, той се връща на терена с фланелката на „виолета“ в мача срещу Насионал Монтевидео, благодарение на неговия гол в 11-а минута, Дефенсор побеждава с 1:0. Той завършва първия си футболен сезон с 15 мача и 1 гол.

### Интер
Интер го купува през януари 2013 г., като сделката е финализирана през юли 2013 г. за £ 2 024 000. Новият треньор на Интер, Валтер Мадзари, обаче не го включва в предсезонното турне. Той изиграва сезона под наем в Болоня.
След завръщането си от наема, той е включен в предсезонното турне от Мадзари. На 13 август 2014 г. Емполи го взима под наем до края на сезона.

### Дженоа
На 30 януари 2015 г. Дженоа подписва с Лаксалт за наем от 18 месеца с опция за покупка. Той вкарва първите си 2 гола на 28 октомври 2015 г. срещу Торино, като мачът завършва 3:3.
На 30 юли 2016 г. Лаксалт се присъединява към Дженоа за постоянно.